# The Ed Sullivan Show
The Ed Sullivan Show fue un programa de televisión de los Estados Unidos que se emitió desde el 20 de junio de 1948 hasta el 6 de junio de 1971, conducido por Ed Sullivan. Se emitía por CBS los domingos a las 8 p. m. en vivo desde Nueva York. Virtualmente todos los géneros del espectáculo tuvieron lugar en el programa: cantantes de ópera, estrellas de rock, comediantes, bailarines de ballet eran presentados regularmente.
El nombre original del programa era Toast of the Town, pero como se le conocía como The Ed Sullivan Show, a partir de la temporada de 1955 tomó este último como nombre oficial.
El último programa de The Ed Sullivan Show se emitió el 28 de marzo de 1971.

## The Ed Sullivan Show Orchestra

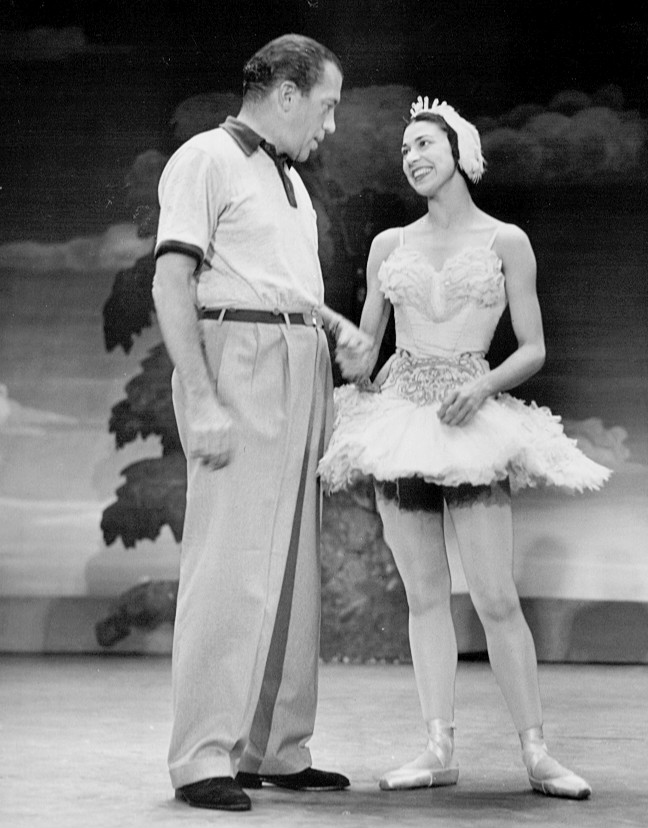
Foto de Ed Sullivan y Margot Fonteyn de su programa de variedades The Toast of the Town, que luego pasó a llamarse The Ed Sullivan Show.

En los primeros años de la televisión, las cadenas CBS y NBC tenían sus propias orquestas sinfónicas. La NBC era dirigida por Arturo Toscanini y la CBS por Alfredo Antonini. El espectáculo de Ed Sullivan (originalmente presentado como: "El Brindis de la Ciudad") era básicamente un espectáculo de variedades musicales por lo tanto, los miembros de la orquesta de CBS se incorporaron a la Orquesta del espectáculo de Ed Sullivan, dirigida por Ray Bloch. Durante los primeros días de la televisión, las demandas de los músicos de estudio eran variadas. Debían dominar todos los géneros musicales, desde la clásica hasta el jazz y el rock and roll. El Ed Sullivan Show presentaría regularmente a cantantes de la Metropolitan Opera y la orquesta del personal acompañaría a divas como Eileen Farrell, Maria Callas o Joan Sutherland. Estos músicos debían estar preparados para adaptarse a la música de Ella Fitzgerald, Diahann Carroll o Sammy Davis Jr. y luego la de los The Jackson 5, Stevie Wonder o Tom Jones o Itzhak Perlman. También necesitaban actuar con algunos de los mejores bailarines y bailarinas de la época, desde Gregory Hines, Juliet Prowse, Maria Tallchief o Margot Fonteyn hasta Peter Gennaro. En el proceso, los músicos colaboraron con varias compañías de ballet reconocidas internacionalmente, entre ellas: el Chicago Opera Ballet de Ruth Page, el Festival de Ballet de Londres, los Ballets de París de Roland Petit y el Ballet Igor Moiseyev de Rusia. Pocos músicos son capaces de pasar de un género a otro. Sin embargo, cada miembro de la Ed Sullivan Show Orchestra era un especialista y más que capaz de cubrir el espectro completo de la música.
El trompetista principal es el "maestro de conciertos" de una orquesta de estudio. Chris Griffin (anteriormente en la sección de trompetas de Harry James, Ziggy Elman y Benny Goodman Band) fue el trompetista principal de Ray Bloch en los numerosos programas de radio y televisión que dirigió, incluido el de Ed Sullivan. Chris siguió siendo el trompetista principal con el espectáculo de Ed Sullivan desde el primer espectáculo en 1948 hasta el último en 1971. La Sección de Trompeta estaba compuesta por: Chris Griffin; Bernie Privin; Jimmy Nottingham y Thad Jones. El hijo de Chris, Paul Griffin, era un trompetista sustituto habitual.Trombones: Roland Dupont; Morton Bullman; Frank Rehak y Cliff Heather. Sajones: Toots Mondello; Hymie Schertzer; Ed Zuhlke; etc. Piano: Hank Jones. Batería: Especificaciones Powell / Howard Smith. Percusión: Milton Schlesinger, quien tocó de manera similar desde el primero hasta el último espectáculo. John Serry Sr. a menudo aumentó la orquesta como el acordeonista principal durante la década de 1950. A diferencia de The Tonight Show de NBC, que celebró la notoriedad de sus músicos en "Tonight Show Band" de Skitch Henderson o Doc Severinsen, los productores de CBS de The Ed Sullivan Show decidió esconder a sus famosos músicos detrás de una cortina. Ocasionalmente, CBS transmitía especiales y llamaba a la orquesta para que actuara. Cuando Robert F. Kennedy fue asesinado, la música se compuso apresuradamente para la orquesta en un tributo especial que también contó con el pianista de jazz Bill Evans, quien recientemente había compuesto una Elegía a su padre.

## Actuaciones recordadas
The Ed Sullivan Show es conocido por las nuevas generaciones por las actuaciones de los Jackson Five, Elvis Presley, The Doors y The Beatles.

### Elvis Presley
El 9 de septiembre de 1956 Presley hizo su primera aparición en The Ed Sullivan Show, aun cuando Sullivan había jurado previamente que nunca permitiría su actuación en el programa. Elvis interpretó Don't Be Cruel, seguido por Love Me Tender. Su segundo par de canciones consistió en Ready Teddy y Hound Dog. El programa fue visto por un récord de 60 710 000 personas, lo que supuso el 82,6 % de la audiencia. Elvis acudiría en dos oportunidades más, el 28 de octubre del mismo año y el 6 de enero de 1957.Sullivan se dedicó a censurar a Elvis en las siguientes presentaciones en su show, filmándolo de la cintura hacia arriba evitando de ese modo que la audiencia viera sus movimientos durante las interpretaciones. 

### The Beatles
Siete años más tarde de las presentaciones de Elvis con un mercado musical ya más consolidado en torno al rock, en diciembre de 1963, Brian Epstein, mánager de los Beatles, consiguió que el grupo, para entonces bastante desconocido en Estados Unidos, realizara tres actuaciones en el programa. Los Beatles actuaron en tres programas consecutivos en febrero de 1964, el primero de ellos el 9 de febrero con una audiencia estimada de 73 millones de espectadores.
Con gran expectativa y anticipación dado que I Want to Hold Your Hand había alcanzado el número uno en las listas de éxitos. Su primera aparición es considerada un hito en la cultura pop norteamericana y el inicio de la Invasión Británica en la música. La transmisión alcanzó un estimado de 73 millones de televidentes, récord para un programa de televisión en ese momento. Los Beatles interpretaron All My Loving, Till There Was You y She Loves You, regresando más tarde con I Saw Her Standing There y I Want to Hold Your Hand.
The Beatles reaparecieron en el programa el 16 y el 23 de febrero. Su última participación en The Ed Sullivan Show fue el 12 de septiembre de 1965 con un 60 % de la audiencia. También cabe destacar la presentación de Sullivan del video Hello, Goodbye mencionando el paso de The Beatles por su show años atrás.

## Controversias
El 17 de septiembre de 1967 The Doors actuaron en el show, aunque se les impuso la condición de cambiar la letra en un verso de su éxito Light My Fire. Jim Morrison, el cantante líder del grupo, cantó la línea original, insistiendo luego en que estaba tan nervioso por actuar en televisión que se olvidó mientras cantaba. The Doors nunca fueron invitados nuevamente.
Por el contrario, a los Rolling Stones les fue solicitado cambiar el título de Let's Spend the Night Together ("pasemos la noche juntos") para la presentación de la banda el 15 de enero de 1967. El grupo accedió, con Mick Jagger girando sus ojos hacia atrás de forma ostentosa cada vez que cantaba la línea Let's spend some time together ("pasemos algún tiempo juntos").

## Parodias
Varios músicos han parodiado The Ed Sullivan Show en sus videos musicales, entre los que se destacan:
- L.A. Guns: Never Enough
- Billy Joel: Tell Her About It
- Nirvana: In Bloom
- Outkast: Hey Ya!
- Red Hot Chili Peppers: Dani California
- Los Bunkers: "Las cosas que cambié y dejé por ti"

## Celebridades invitadas
{{lista de columnas|3|
- Richiardi Jr
- Alfredo Sadel
- Salvador Dalí
- Oscar Hammerstein II
- Mireille Mathieu
- Dean Martin y Jerry Lewis
- Carmen Miranda
- Cab Calloway
- Irving Berlin
- Frankie Valli And The Four Seasons
- Count Basie
- Lon Chaney Jr.
- Bob Hope
- Mario Del Monaco
- Ezzard Charles
- Jersey Joe Walcott
- Luise Rainer
- Sammy Cahn
- Jackie Gleason
- Janis Joplin
- Charles Laughton
- Nat King Cole
- John Carradine
- Fay Bainter
- Harold Lloyd
- Sarah Vaughan
- Bobby Riggs
- Jackie Robinson
- Fletcher Henderson
- Peter Lawford
- Raphael
- Billy Wilder
- Billy Eckstine
- Frankie Laine
- Dinah Shore
- Ted Williams
- Bill Haley & His Comets
- Rocío Dúrcal
- Elvis Presley
- Sammy Davis Jr.
- Bo Diddley
- James Brown
- Julie Andrews
- Bee Gees
- Tommy James and the Shondells
- The Supremes
- The Beach Boys
- The Beatles
- The Rolling Stones
- The Temptations
- The Doors
- The Turtles
- The Crickets
- Marisol
- René Lavand
- Carlos Santana
- The Jackson 5
- Creedence Clearwater Revival
- Carmen Sevilla
- Rosa Morena
- Los Hermanos Castro
- Los Chavales de España
- The Mamas & the Papas
- Ike & Tina Turner
- Édith Piaf
- Gaby, Fofó y Miliki
- Pompoff, Thedy Family
- Topo Gigio
- Tom Jones
- Birgit Nilsson
- Margot Fonteyn